# Waidhofen, Oberbayern
Waidhofen är en kommun och ort i Landkreis Neuburg-Schrobenhausen i Regierungsbezirk Oberbayern i förbundslandet Bayern i Tyskland.
Kommunen ingår i kommunalförbundet Schrobenhausen tillsammans med kommunerna Berg im Gau, Brunnen, Gachenbach och Langenmosen.